# Rødby
Rødby és una ciutat i anteriorment un municipi (en danès, kommune) a l'illa de Lolland a Dinamarca. L'anterior municipi de Rødby cobria una àrea de 120 km², i tenia una població total de 6590 habitants (2005). El seu últim alcalde fou Hans Ole Sørensen, un membre del Venstre Parti (Partit Liberal).
L'1 de gener de 2007 el municipi de Rødby va deixar d'existir a causa de la Kommunalreformen ("La Reforma Municipal" de 2007). Va ser fusionat amb els existents municipis de Holeby, Højreby, Maribo, Nakskov, Ravnsborg, i Rudbjerg per tal de formar el nou municipi de Lolland. Això creà un municipi amb una àrea de 892 km² i una població resident total de 49469 (2005). El nou municipi és part de la Regió de Sjælland.
La ciutat de Rødby té una població resident de 2110 (1 gener 2015).

## El port a Rødbyhavn
Rødbyhavn ("port de Rødby") és aproximadament 5 quilòmetres al sud-oest de la ciutat de Rødby.